# サバナ (植生)

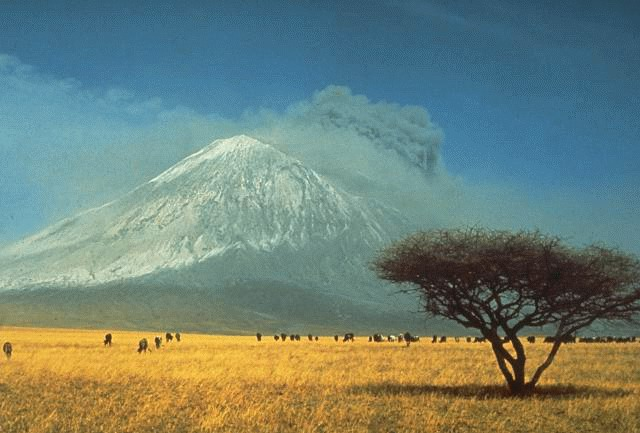
サバナ。背後の噴火している火山はオルドイニョ・レンガイ

サバナ（savanna、サヴァナまたはサバンナとも）とは乾季と雨季のある熱帯に分布する、疎林と低木を交えた熱帯長草草原地帯である。年間降水量が 600mm以下で夏に雨季があり、その他の季節に長い乾季をもつ地域に分布する。イネ科の草本を主体とする草原に樹木がまばらに生える。草本は雨季に葉をつけて繁茂するが、乾季に地上部は枯れる。アフリカではバオバブ樹などが見られる。大型の草食動物が群れを成して多く生息をしている。
熱帯草原を一般的にサバナと呼んでいるが、これはスーダン先住民が使用した呼称に由来し、地域によりリャノ（オリノコ川流域）、カンポ（ブラジル高原）、グランチャコ（パラグアイ）などの名称もある。